# Chodouň
Chodouň (německy Chodaun) je obec v okrese Beroun ve Středočeském kraji, asi 10 km jihozápadně od Berouna. Leží 269 m nad mořem po obou březích řeky Litavky na úpatí zalesněného vrchu Studeného. Žije zde 715 obyvatel.

## Historie
Archeologické nálezy naznačují, že oblast chodouňského katastru byla osídlena již mezi 6. a 5. stoletím př. n. l., což dokládá objevené keltské pohřebiště. 
První písemná zmínka o obci se vyskytuje v listině královny Kunhuty z roku 1271, v níž jsou pražští křižovníci s červenou hvězdou obdarováni polnostmi v Chodouni (agri de Chodun dantur cruciferis) a pochází z doby, kdy obec byla součástí panství na Žebráku a již tehdy se zde uvádějí místní vladykové.
V průběhu 14. století se objevuje jistý Očko, který trvale užíval zdejší predikát, což naznačuje, že do té doby byla ves spíše propůjčována v léno. V této době zde stával vladycký statek, pravděpodobně tvrz zvaná Vorlík, o které však přímé zprávy pocházejí až z roku 1653 uvedené v urbáři točnickém, kdy byla ves spojena s panstvím na Točníku.
V 15. století se na chodouňském statku (tvrzi) vystřídali různí majitelé, jako Vítek Krušec z Újezda (1410) a Jan Horský z Chodouně (1457). Přesné datum zániku tvrze není známo, ale poslední zmínka o ní pochází z roku 1652 a pravděpodobně zanikla během 17. století.
Roku 1557 prodal Ferdinand I. Chodouň s panstvím točnickým Janovi z Lobkovic, roku 1590 připadla při dělení Havlovi z Lobkovic.

## Obecní správa

### Části obce
- Chodouň (k. ú. Chodouň)

Sousedními obcemi sídla jsou Málkov, Tmaň, Zdice, Bavoryně, Stašov a Libomyšl.

### Územněsprávní začlenění
Dějiny územněsprávního začleňování zahrnují období od roku 1850 do současnosti. V chronologickém přehledu je uvedena územně administrativní příslušnost obce v roce, kdy ke změně došlo:
- 1850 země česká, kraj Praha, politický i soudní okres Hořovice[7]
- 1855 země česká, kraj Praha, soudní okres Hořovice
- 1868 země česká, politický i soudní okres Hořovice
- 1939 země česká, Oberlandrat Plzeň, politický i soudní okres Hořovice[8]
- 1942 země česká, Oberlandrat Praha, politický okres Beroun, soudní okres Hořovice[9]
- 1945 země česká, správní i soudní okres Hořovice[10]
- 1949 Pražský kraj, okres Hořovice[11]
- 1960 Středočeský kraj, okres Beroun
- 2003 Středočeský kraj, obec s rozšířenou působností Beroun

## Společnost

### Rok 1932
V obci Chodouň (896 obyvatel) byly v roce 1932 evidovány tyto živnosti a obchody: cihelna, holič, 3 hostince, kolář, konsum Včela, kovář, 2 krejčí, 2 mlýny, obuvník, továrna na ocelové hmoty, pilníkář, 14 rolníků, řezník, sadař, 3 obchody se smíšeným zbožím, trafika, truhlář, zámečník.

### Organizace a spolky
- Divadelní soubor (vznikl na sklonku 19. století)[13]
- Sdružení Chodouňských Otců[14]
- Obec baráčníků ORLICE Chodouň (založena ve 30. letech 20. st. - ukončila svoji činnost v 90. letech min. st.)[15]
- Tělovýchovná jednota SOKOL Chodouň (založen 1943)[16]
- Sbor dobrovolných hasičů Chodouň (založen 1903)[17]

## Obyvatelstvo
| 1869 | 1880 | 1890 | 1900 | 1910 | 1921 | 1930 | 1950 | 1961 | 1970 | 1980 | 1991 | 2001 | 2011 |
| ---- | ---- | ---- | ---- | ---- | ---- | ---- | ---- | ---- | ---- | ---- | ---- | ---- | ---- |
| 559  | 572  | 606  | 723  | 837  | 859  | 829  | 683  | 629  | 559  | 511  | 462  | 503  | 607  |

## Pamětihodnosti

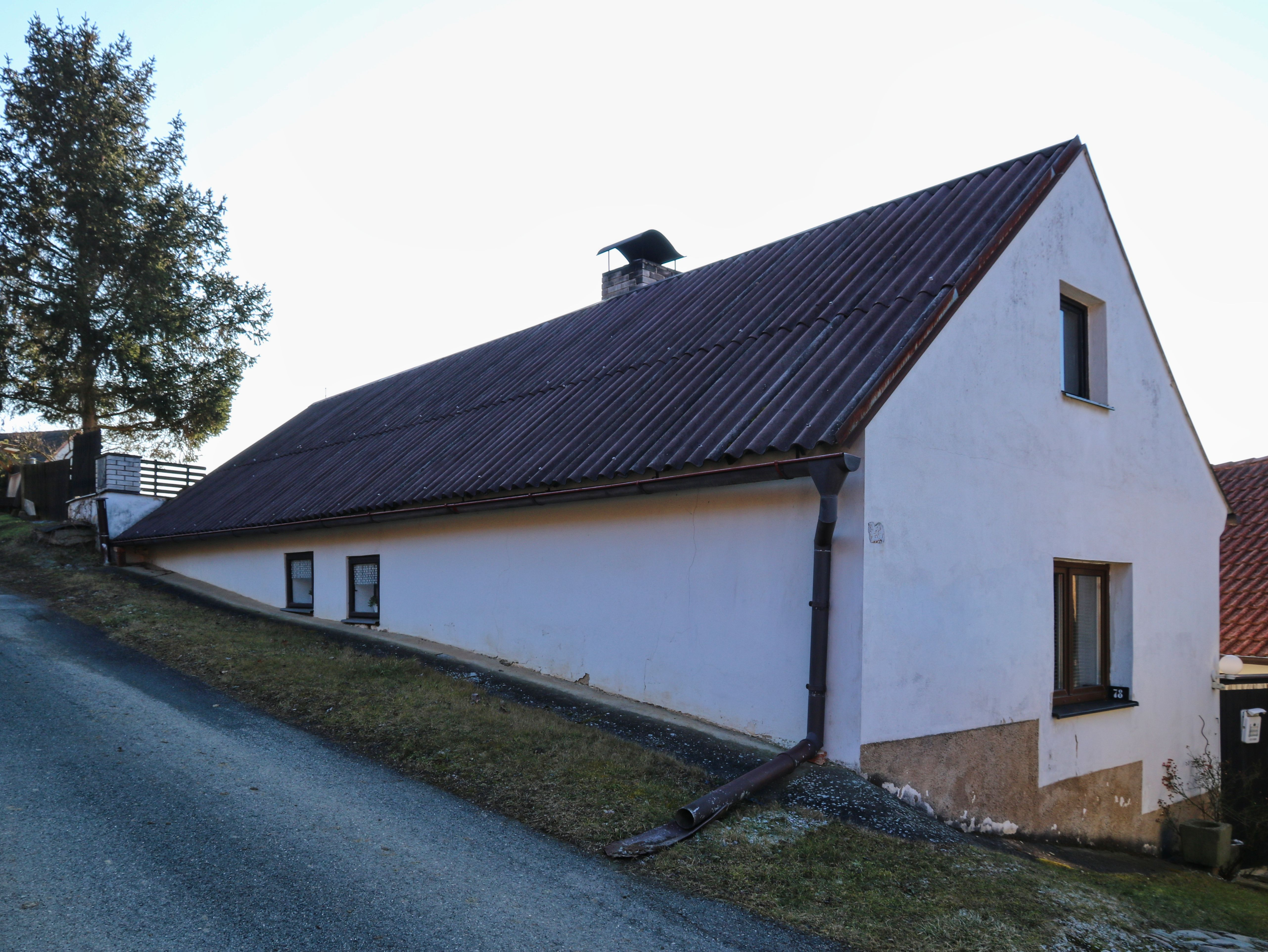
Rodný dům Josefa Štětky

- V minulosti zemanský dvůr. Certifikát udělen císařem Zikmundem pánu z Chodouně.
- Pomník padlým (odhalen 5. září 1927) [19]
- Kříž u Litavky (postaven 1. září 1868 k památce vysvěcení školní budovy)

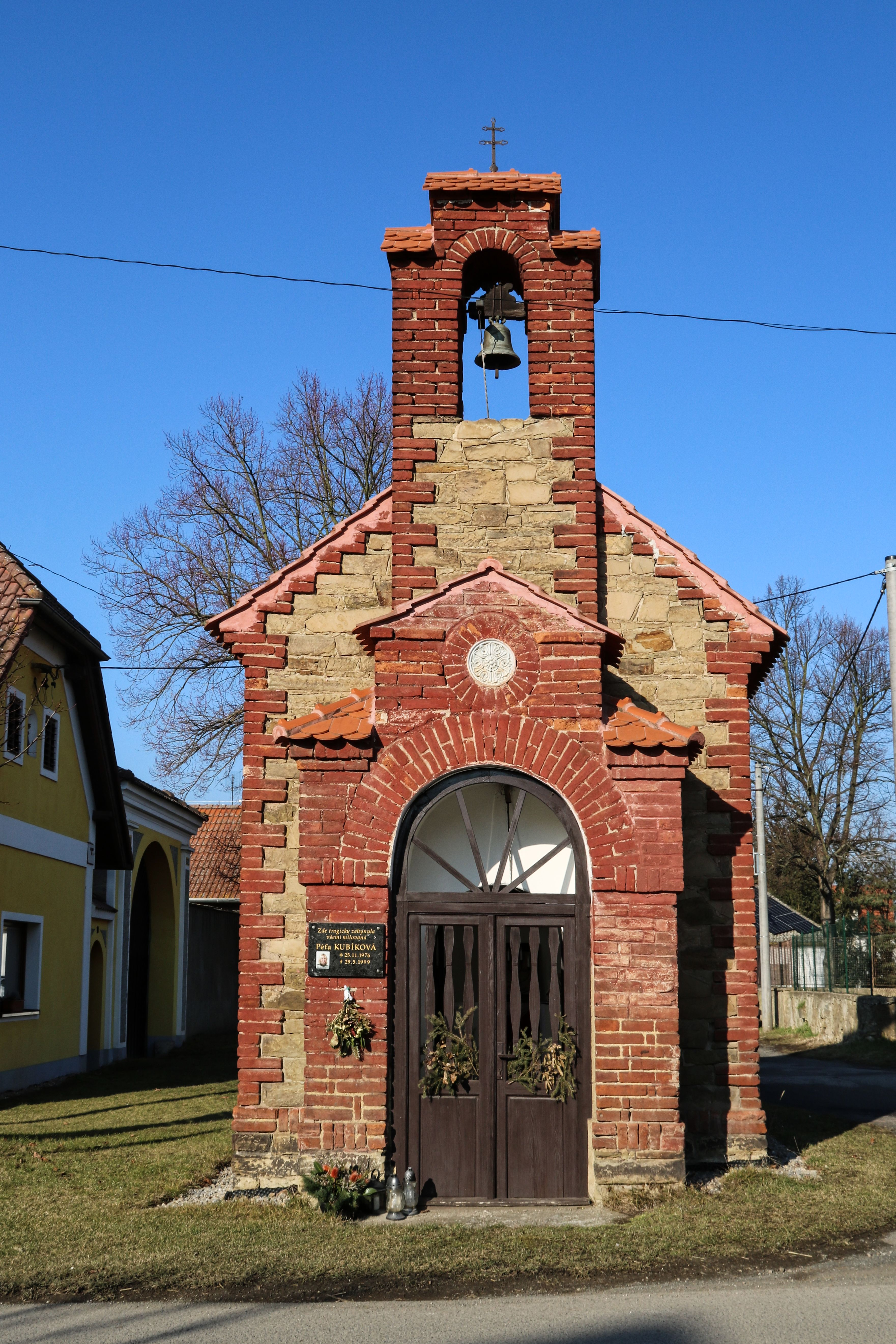
Kaple svaté Ludmily

Kaple svaté Ludmily (pseudorománská kaplička se zvonicí na návsi). Historie kapličky se datuje k 19. století, kdy byla zasvěcena sv. Janu Nepomuckému  To se změnilo v rámci oslav 1100 let od mučednické smrti kněžny Ludmily a při příležitosti 750. let od založení Chodouně v roce 2021, kdy byla zasvěcena sv. Ludmile.

## Osobnosti narozené v Chodouni
- Josef Štětka – československý politik a poslanec Národního shromáždění za Komunistickou stranu Československa. Chdouň č. p. 78 – rodný dům, památkově chráněn do roku 1997.
- Jan Zika – československý komunistický funkcionář, novinář, politik a protinacistický bojovník. Chodouň č. p. 88 – rodný dům byl zbourán, památkově chráněn do roku 1997.
- Josef Poncar – kapelník a skladatel v oblasti české lidové dechové hudby, autor Chodouňské polky. [21] Chodouň č. p. 83 – rodný dům.

## Doprava

### Dopravní síť
Do obce vedou silnice III. třídy do Zdic 2,5 km, do Tmaně 4 km, do Málkova 3 km a do Suchomast 6 km. Územím obce vede silnice II/118 Nové Dvory – Budyně nad Ohří – Slaný – Kladno – Beroun – Zdice – Příbram – Kamýk nad Vltavou – Krásná Hora nad Vltavou – Petrovice. 

### Autobusová doprava 2024
Autobusovou dopravu v obci Chodouň zajišťuje společnost Arriva Střední Čechy. Obec je součástí Pražské integrované dopravy (PID). V obci se nachází zastávka Chodouň. Autobusový linka 640 propojuje Čenkov, Jince, Běštín, Hostomice, Lhotku, Lochovice, Libomyšl, Chodouň a Zdice.

### Železniční doprava 2024
Územím obce vede železniční trať 200 Zdice–Protivín. Stanice či zastávka na území obce nejsou. Nejbližší železniční stanicí jsou Zdice a směrem do Protivína je to železniční zastávka Libomyšl.

## Galerie

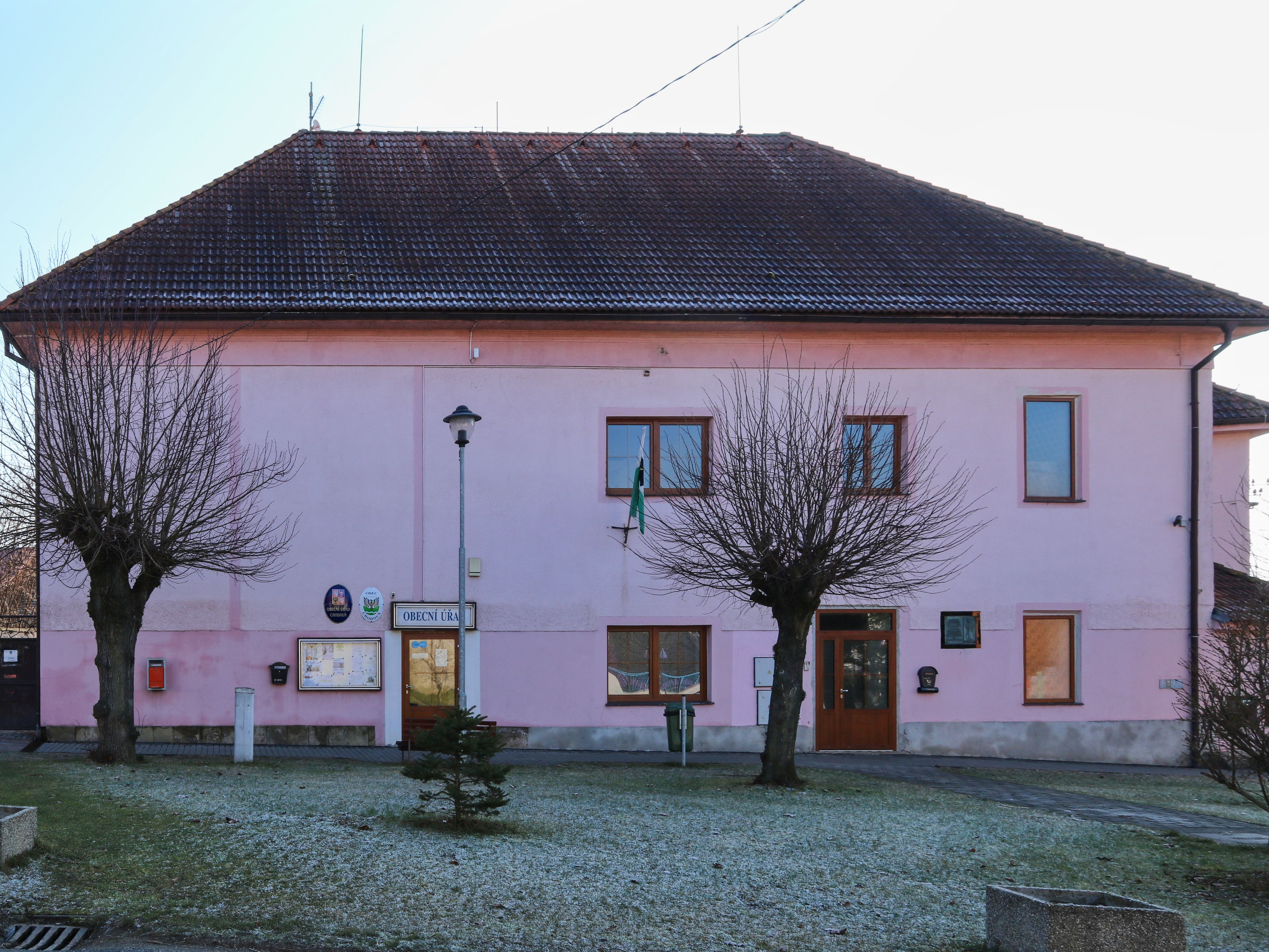
Obecní úřad
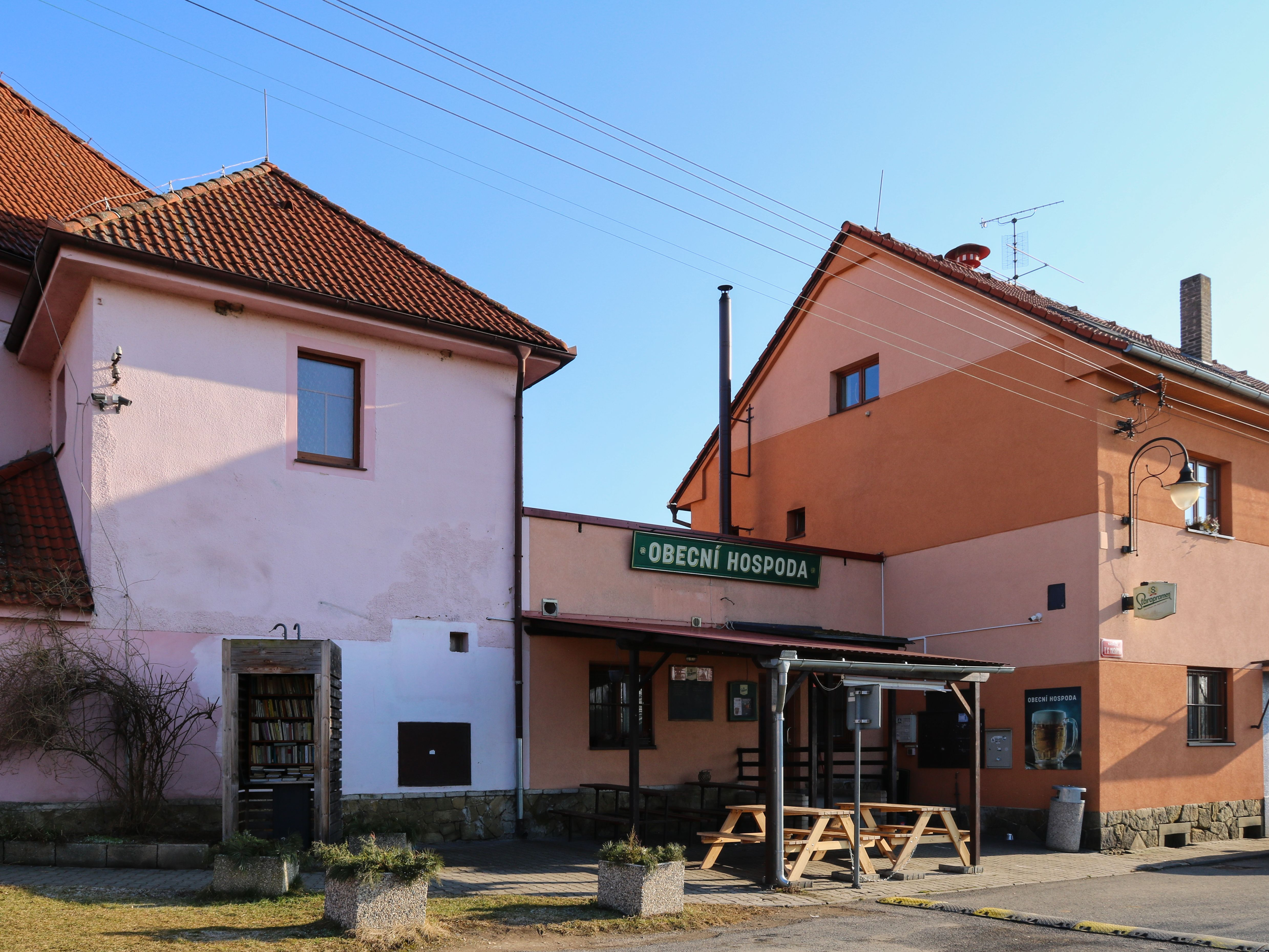
Obecní hospoda
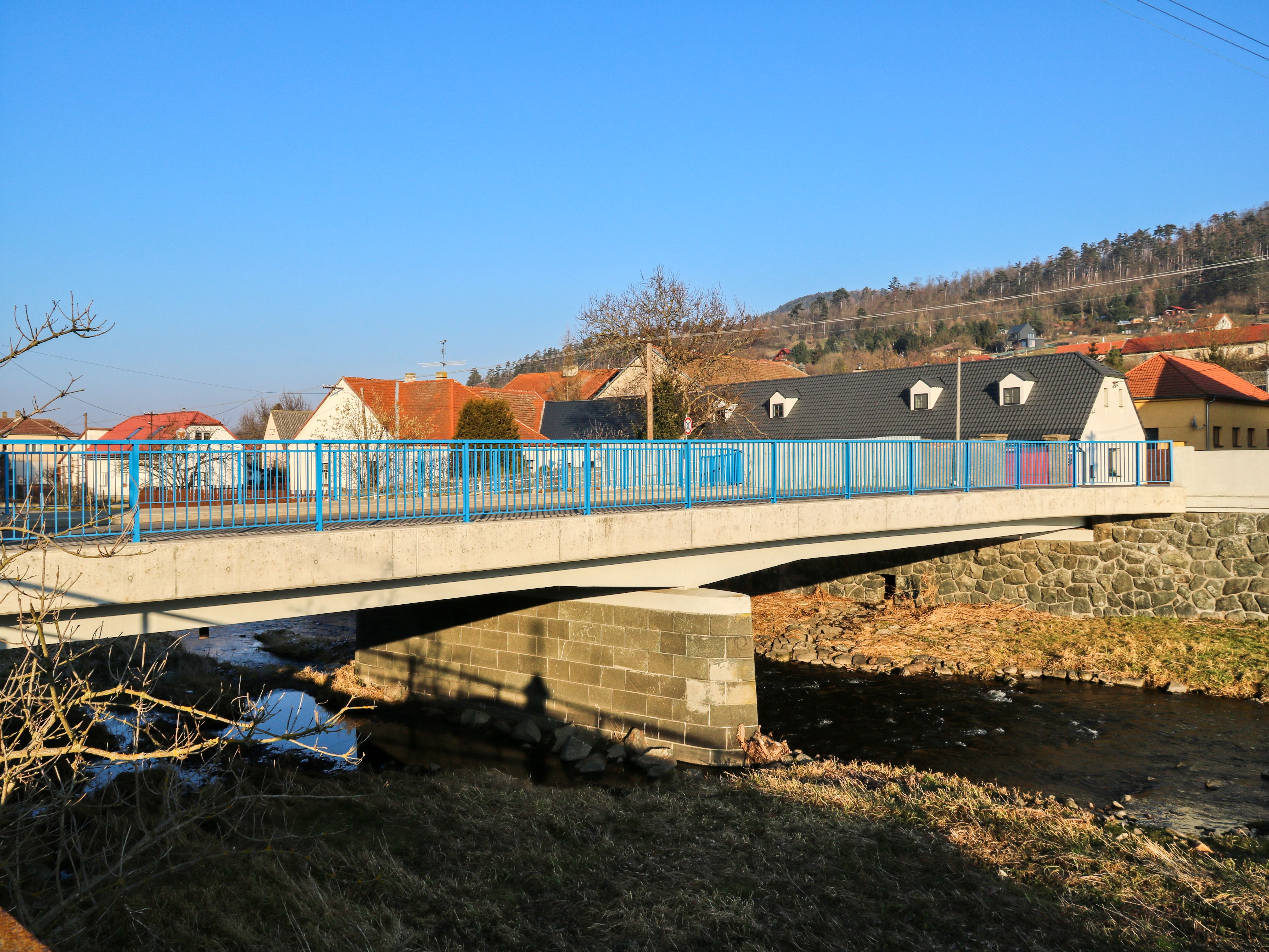
Most přes Litavku
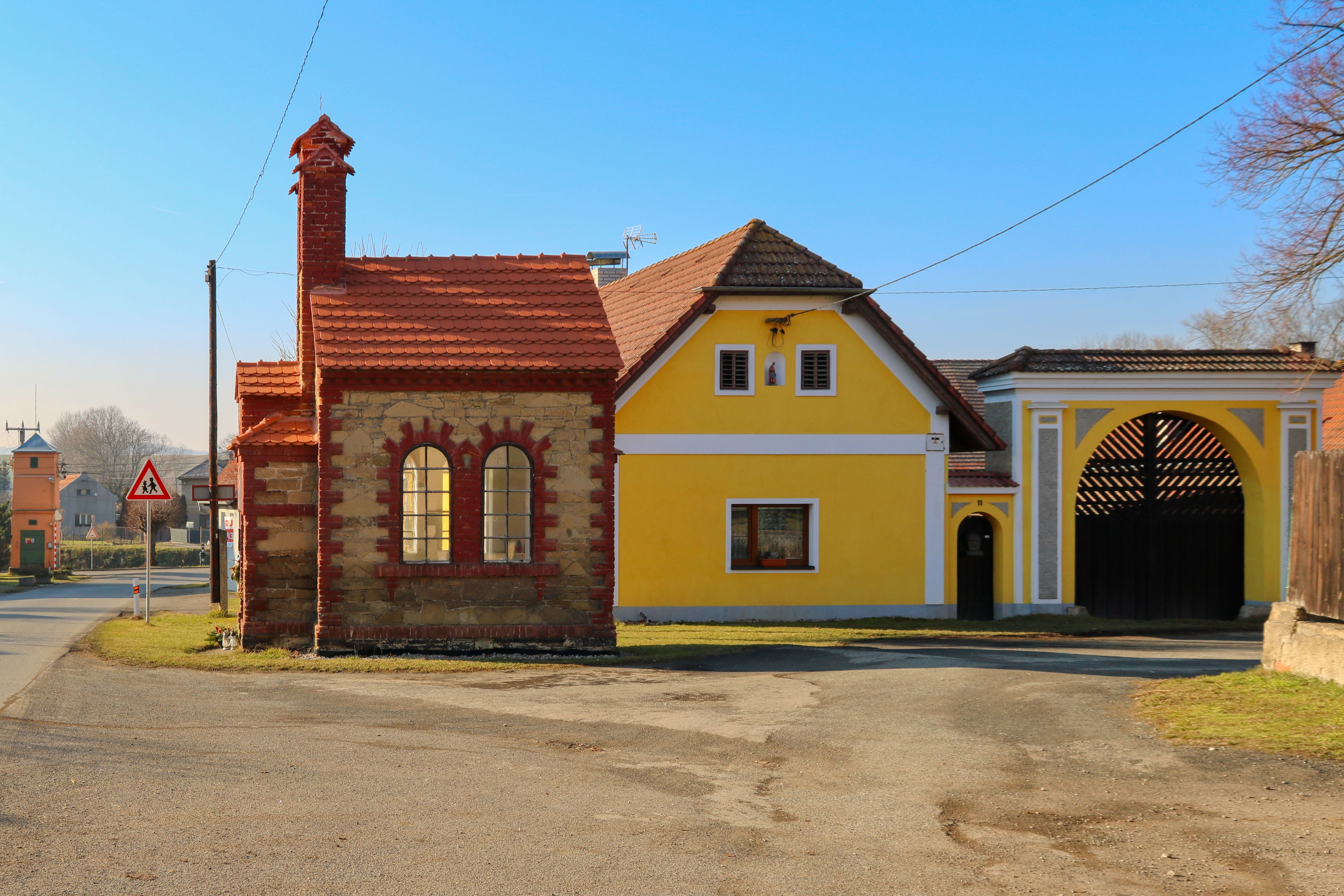
Náves
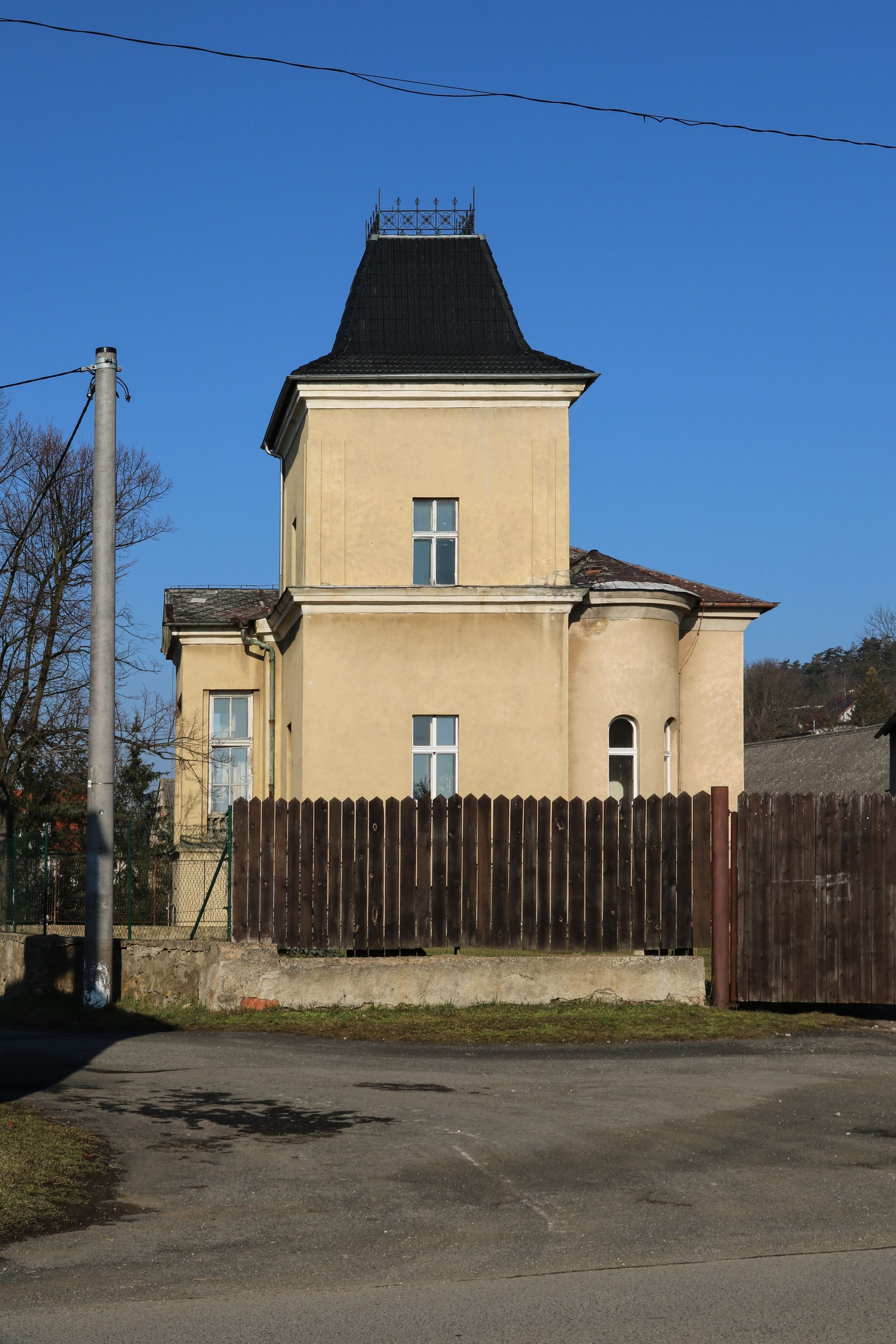
Obecní vila č. p. 18
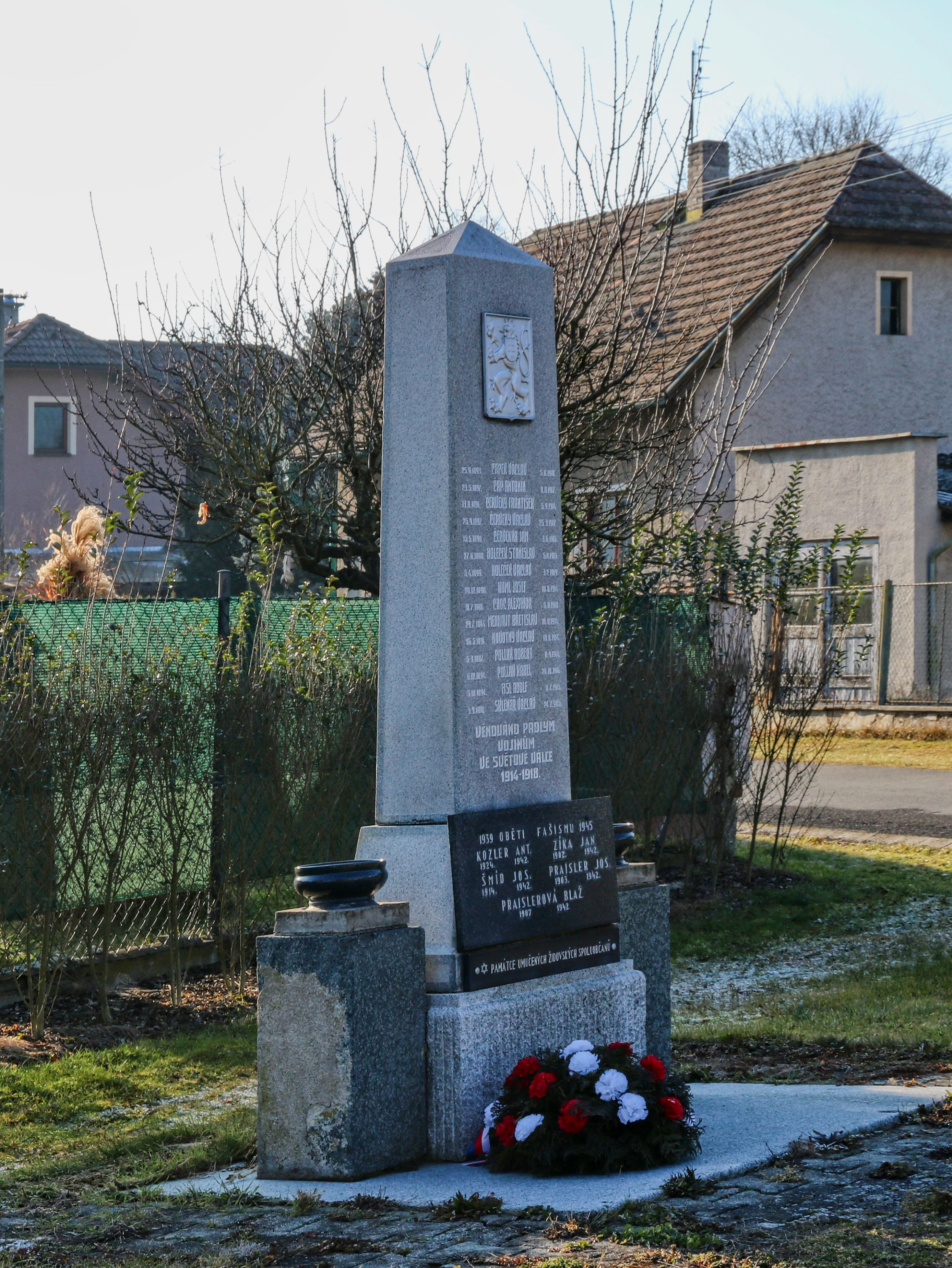
Pomník padlým
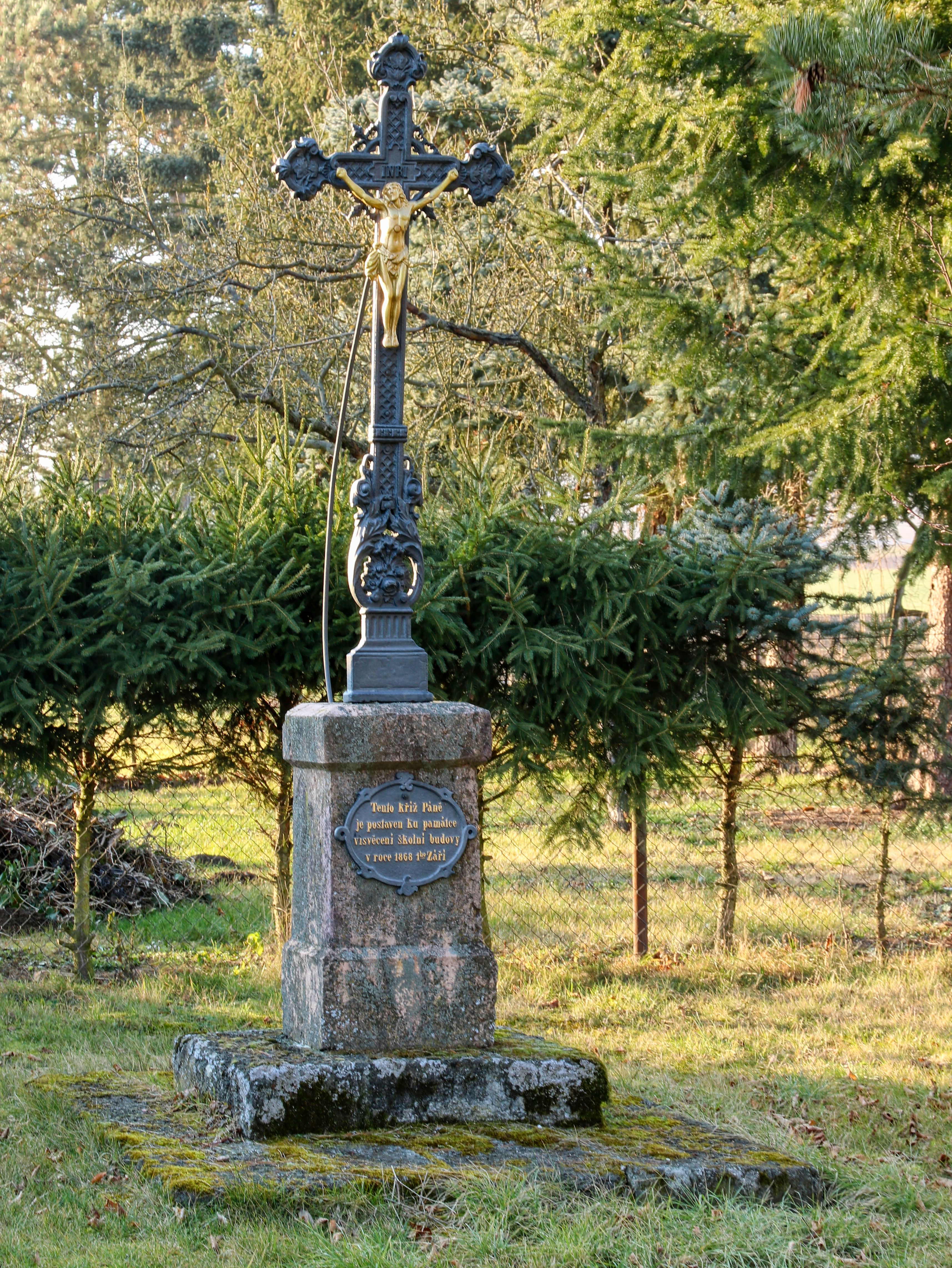
Kříž u Litavky
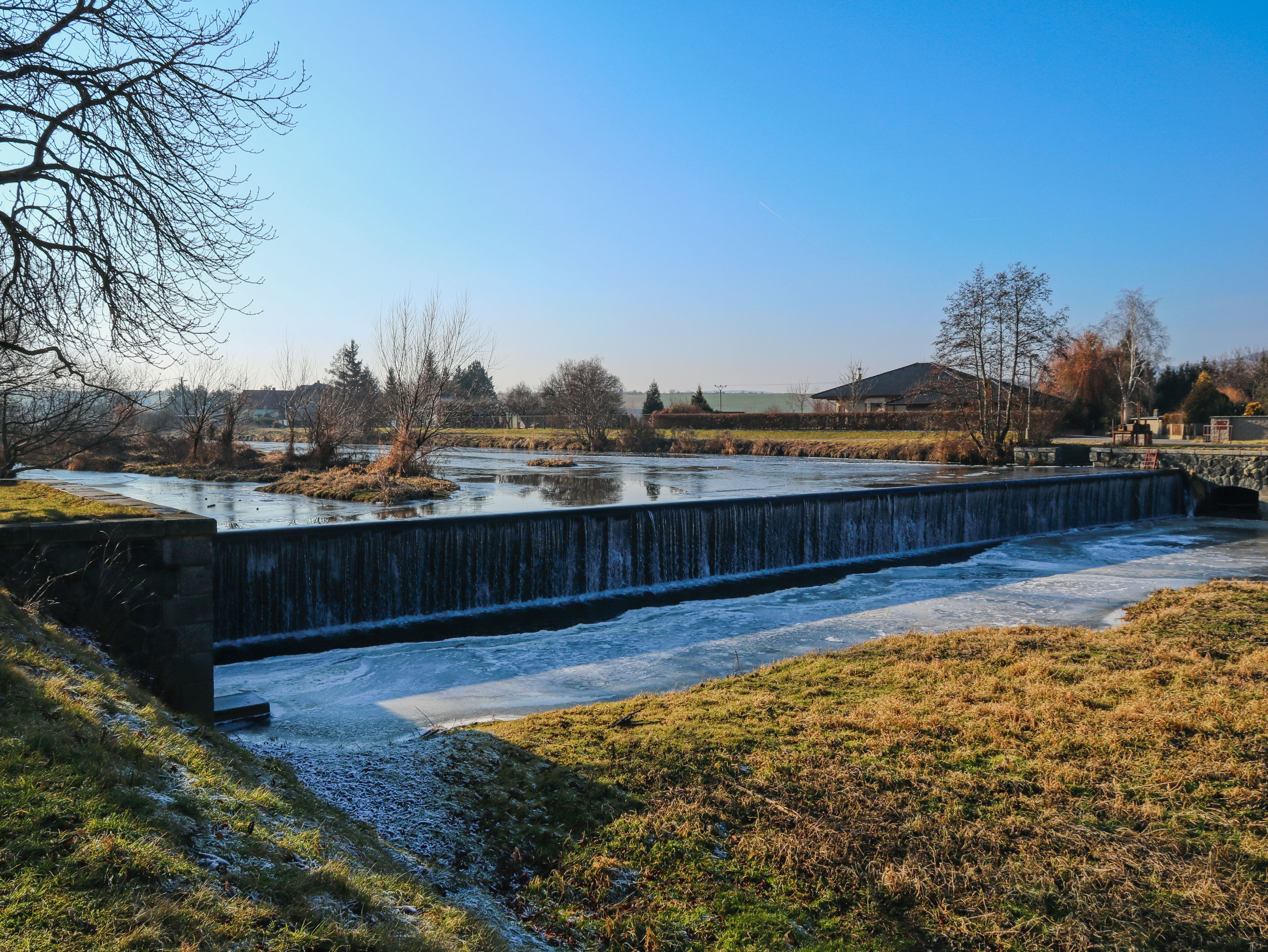
Jez na Litavce
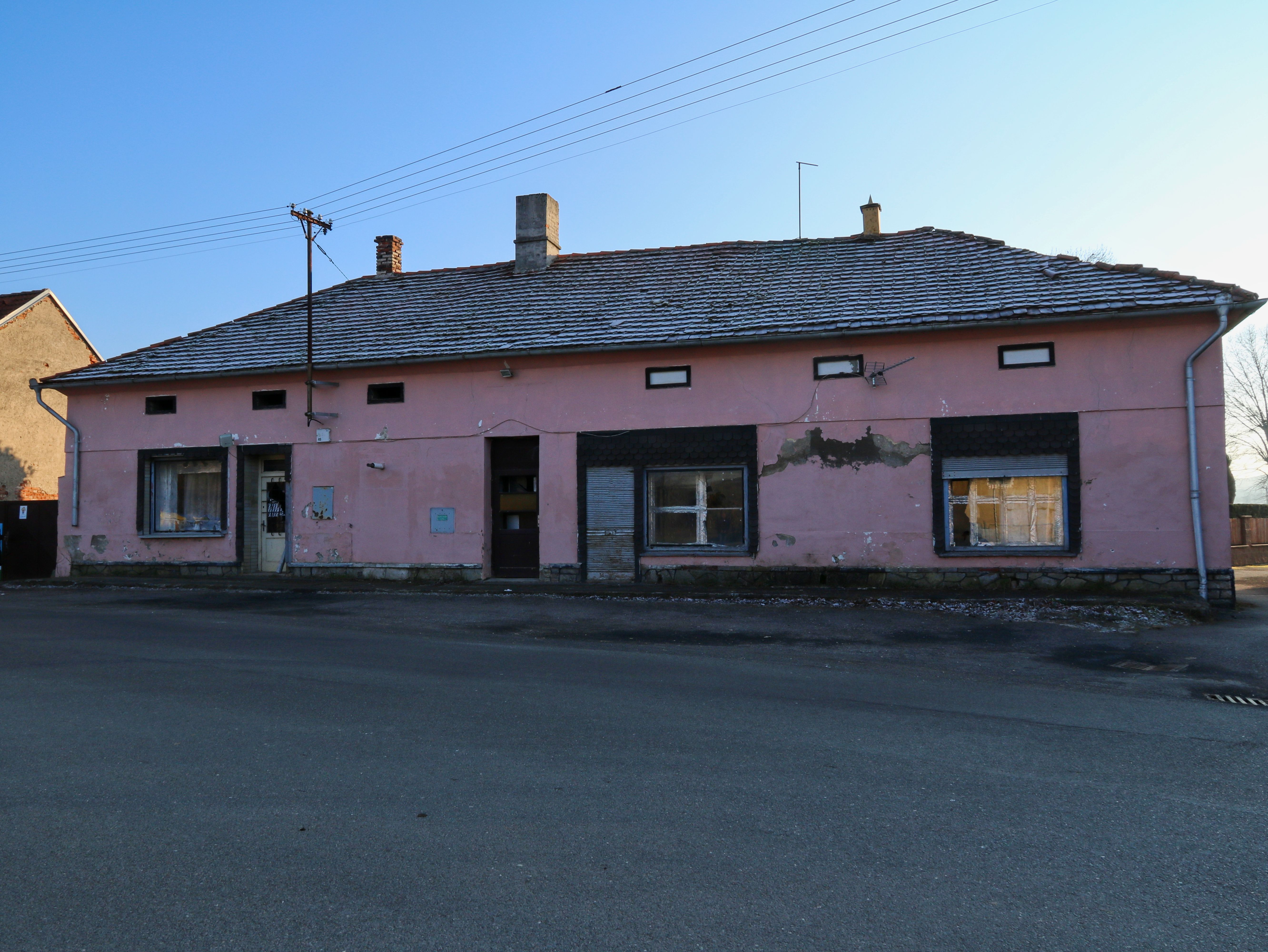
č. p. 83 rodný dům Josefa Poncara
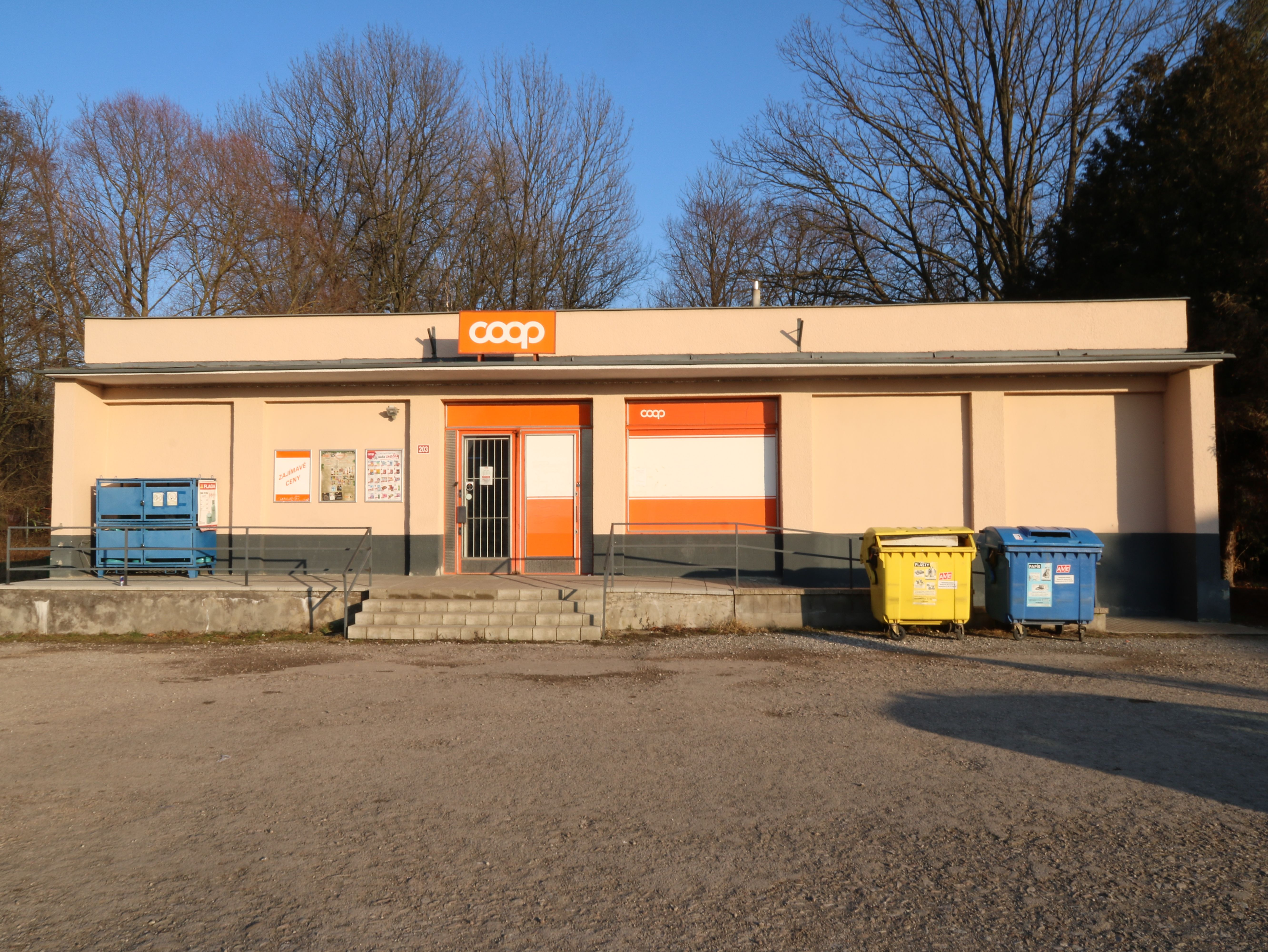
Obchod COOP